# 장야오광
장야오광(蔣瑤光, 1921년 4월 30일 ~ 2012년 9월 21일)은 중화민국 총통을 지낸 장제스(蔣介石)의 양녀이며 일찍이 영국령 홍콩으로 이주하였고 만년에는 중공 본토에서 정치가와 회고록 작가로 활동했다.

## 생애
그녀는 1921년경 중화민국 광둥성 광저우에서 장제스(蔣介石)와 천제루(陳潔如)가 입양한 딸이다. 장제스(蔣介石)가 황푸 군관학교 교관 시절, 장제스의 동료 교관이던 랴오중카이(廖仲愷)의 부인 허샹닝(何香凝)이 광저우평민의원(廣州平民醫院)에 갔다가 어느 딸이 여덟이나 되는 부부가 아홉번째 딸을 낳은 것을 보고 입양하고자 집에 데리고 왔는데, 마침 집에 놀러왔던 장제스의 부인 천제루가 보고서 품에서 놓지 못하는 것을 보고 천제루에게 입양하게 하였다. 출생 직후 장제스의 2번째 부인이었던 천제루(陳潔如)에게 1927년까지 양육되었고, 이후 장제스의 첩실이었던 야오예청(姚冶誠)에게 양육되었다. 1933년 어머니 천제루가 미국유학에서 돌아왔으나, 장제스가 이미 쑹메이링과 결혼한 상태에서 다시 결합하지 못했기에 어머니를 따라 성을 천으로 바꾸고 어머니와 함께 생활하였다.
그녀는 1936년 여학교를 중퇴한 이후 1938년에는 일제 강점기 조선 경성부 출신의 중화민국 국적자였던 조선 순흥 안씨(順興 安氏) 문중의 7년 연상남 안둥청(安東城, 안동성, 일본군 첩자로 의심되는 인물로 정확한 이름은 알려져 있지 않다. 김씨라는 설도 있다.)과 중화민국 허베이 성 베이핑에서 결혼하였고, 그와의 사이에서 두 아들을 얻었으나 일본의 패망으로 전쟁이 끝나자 안둥청(安東城)은 사라졌다. 이후 1946년에 중화민국 후난성 창사 출신의 19년 연상남 루주즈(중국 공산당 지하당원)와 2번째 결혼하였고 그와의 사이에서 1녀를 두었다. 한편 1949년 9월 9일을 전후하여 중국 본토가 공산화되자 잠시 중화민국 타이완 성 타이베이에 이주하였지만 다시 어머니 천제루를 따라 홍콩(香港)에서 큰오빠 장징궈(蔣經國)의 경제적 도움을 받고 살았다. 만년에 미국 캘리포니아주 로스앤젤레스에 건너갔다가 1994년 중공 대륙 본토 상하이에 재귀환하여 1994년에서부터 1995년까지 중화인민공화국 외교부 전임고문 직위를 1년간 잠시 지냄에 이어 1995년에서부터 이듬해 1996년까지 중국공산당 당무위원을 역임하였다.